# صموئيل فلمنج بار
صموئيل فلمنج بار هو سياسي أمريكي، ولد في 15 يونيو 1829 في مقاطعة أنترم في المملكة المتحدة، وتوفي في 29 مايو 1919. نشط حزبياً في الحزب الجمهوري. وقد انتخب عضو مجلس النواب الأمريكي ‏.